# Шерегій Марія Юріївна
Марія Юріївна Шерегій (16 вересня 1928, Оса — 15 серпня 1985) — українська майстриня художньої вишивки.

## З біографії
Народилася 16 вересня 1928 року в селищі Осі (нині населений пункт-привид біля зупинного пункту 1663 км у Воловецькому районі Закарпатської області).
Померла 15 серпня 1985 року.

## Творчість
Роботи Марії Шерегій були вишивані хрестиком, гладдю і низзю настінні килими, рушники, скатерки, жіночі блузки, чоловічі сорочки (1960—1972); також у її доробку є панно «Ми з Верховини» (1971).